# Heather Wilson
Heather Ann Wilson (ur. 30 grudnia 1960 w Keene, New Hampshire) – amerykańska polityczka, członkini Partii Republikańskiej, sekretarz sił powietrznych.

## Działalność polityczna
W okresie od 25 czerwca 1998 do 3 stycznia 2009 przez sześć kadencji zasiadała w Izbie Reprezentantów (1. okręg Nowego Meksyku). Od 16 maja 2017 do 31 maja 2019 była sekretarzem sił powietrznych w administracji prezydenta Donalda Trumpa.